# بخش برمخو (فرموسا)
بخش برمخو (به اسپانیایی: Departamento Bermejo) یک منطقهٔ مسکونی در آرژانتین است که در استان فورموسا واقع شده‌است.